# Bisanthe pulchripennis
Bisanthe pulchripennis är en bönsyrseart som beskrevs av Carl Stål 1876. Bisanthe pulchripennis ingår i släktet Bisanthe och familjen Mantidae. Inga underarter finns listade i Catalogue of Life.